# 61342 Lovejoy
61342 Lovejoy è un asteroide della fascia principale interna. Scoperto nel 2000, presenta un'orbita caratterizzata da un semiasse maggiore pari a 2,376873 UA e da un'eccentricità di 0,210568, inclinata di 3,169427° rispetto all'eclittica.
Fa parte della famiglia di asteroidi Nisa.
L'asteroide è dedicato all'astronomo australiano Terry Lovejoy.